# Saitis taeniatus
Saitis taeniatus là một loài nhện trong họ Salticidae.
Loài này thuộc chi Saitis. Saitis taeniatus được Eugen von Keyserling miêu tả năm 1883.